# Petrolexportimport
Petrolexportimport este o companie specializată în comercializarea de produse petroliere din România. Petrolexportimport face comerț cu ridicata al combustibililor solizi, lichizi și gazoși și al produselor derivate.
Acționarul majoritar al companiei este Laird Resources Ltd, înregistrată în Marea Britanie, care a achiziționat în 1999, de la fostul Fond al Proprietății de Stat, 51% din capitalul social al companiei și și-a majorat ulterior participația la 76,7%. Acțiunile companiei se tranzacționează la a doua categorie a Bursei de Valori București, sub simbolul PEI.
Cifra de afaceri în 2008: 31,7 milioane Euro